# 다이켄몬인노 호리카와

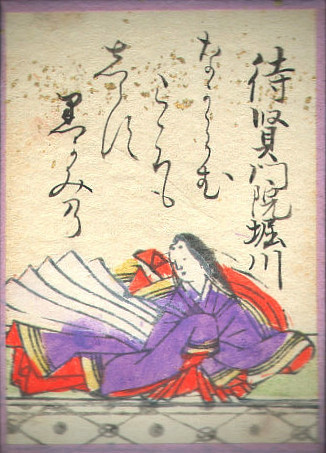
다이켄몬인노호리카와

다이켄몬인노호리카와(일본어: 待賢門院堀河)는 일본 뇨보36가선, 백인일수중 한명이다. 아버지는 신기백(神祇伯)인 미나모토노 아키라타(源顕仲)이다. 자매로 아키나카노고우죠(顕仲卿女), 다이후노스케(大夫典侍), 죠사이몬인노효우에(上西門院兵衛)가 있다.
시라카와 천황(白河天皇)의 재원(斎院)으로 있었다가 곧 레이시 황녀(令子)의 시녀로 들어간다. 후에 다이켄몬(待賢門)의 후지와라노 소시(藤原璋子)의 밑에 있으면서 호리카와(堀川)라는 이름을 받았다. 적어도 한 차례 결혼하였으나, 남편과는 사별하였다 고 한다. 긴요와카슈 등 여러 족센와카슈에 그녀의 작품이 실려있다.